# Mátyás Seiber
Mátyás György Seiber (ur. 4 maja 1905 w Budapeszcie, zm. 24 września 1960 w Parku Narodowym Krugera) – brytyjski kompozytor pochodzenia węgierskiego.

## Życiorys
Syn inżyniera. Pochodził z rodziny o tradycjach muzycznych, jako dziecko uczył się gry na wiolonczeli. W latach 1919–1924 studiował w akademii muzycznej w Budapeszcie u Adolfa Schiffera (wiolonczela) i Zoltána Kodálya (kompozycja). Po ukończeniu studiów grywał jako członek zespołów muzycznych na statkach transatlantyckich. Jako dziennikarz muzyczny odwiedził ZSRR. Od 1928 do 1933 roku wykładał w konserwatorium Hocha we Frankfurcie nad Menem, gdzie był profesorem pierwszej w Europie klasy jazzu. Występował jako wiolonczelista z kwartetem Lenzewskiego.
W 1933 roku opuścił Niemcy i wrócił na Węgry, skąd w 1935 roku wyemigrował do Londynu. Pracował w wydawnictwie muzycznym i komponował muzykę do filmów animowanych. W 1936 roku wspólnie z Theodorem Adorno opracował projekt badań nad muzyką jazzową, a w 1938 roku wystąpił z referatem na kongresie towarzyszącym festiwalowi Międzynarodowego Towarzystwa Muzyki Współczesnej, w którym domagał się uznania jazzu za pełnoprawny rodzaj muzyki artystycznej. Współzałożyciel Society for the Promotion of New Music (1942). Od 1942 do 1957 roku wykładał w Morley College w Londynie. W 1945 roku założył chór kameralny Dorian Singers. W 1960 roku wyjechał z zaproszeniem na cykl wykładów do Południowej Afryki, gdzie zginął w wypadku samochodowym. György Ligeti zadedykował jego pamięci utwór Atmosphères.
Był autorem prac Schule für Jazz-Schlagzeug (wyd. Mainz 1929) i The String Quartets of Béla Bartók (wyd. Londyn 1945). Jego utwory wykonywano podczas festiwali Międzynarodowego Towarzystwa Muzyki Współczesnej w Nowym Jorku (1941), Palermo (1949), Frankfurcie (1951), Salzburgu (1952) i Baden-Baden (1955). Do jego uczniów należeli Peter Racine Fricker, Ingvar Lidholm, Anthony Milner i Peter Schat.

## Twórczość
Początkowo tworzył w stylistyce bliskiej węgierskiej szkole narodowej, później uległ silnym wpływom muzyki jazzowej, a po przybyciu do Wielkiej Brytanii także dodekafonii. Reguły techniki dodekafonicznej traktował jednak swobodnie, wplatając w swoje utwory odrzucane przez przedstawicieli drugiej szkoły wiedeńskiej inspiracje folklorystyczne. W napisanym wspólnie z Johnem Dankworthem utworze Improvisations połączył improwizacje w stylu jazzowym ze swobodną dodekafonią realizowaną przez orkiestrę symfoniczną.

## Ważniejsze kompozycje
(na podstawie materiałów źródłowych)

### Utwory orkiestrowe
- Besardo Suite I (1940) i II na smyczki (1940)
- Transylvanian Rhapsody (1941)
- Pastorale and Burlesque na flet i smyczki (1941–1942)
- Fantasie concertante na skrzypce i orkiestrę smyczkową (1943–1944)
- Notturno na róg i smyczki (1944)
- Concertino na klarnet i smyczki (1951)
- Elegy na altówkę i małą orkiestrę (1955)
- 3 Pieces na wiolonczelę i orkiestrę (1956)
- Improvisations na zespół jazzowy i orkiestrę symfoniczną, wspólnie z Johnem Dankworthem (1959)

### Utwory kameralne
- 3 kwartety smyczkowe (I 1924, II 1934–1935, III Quartetto Lirico 1948–1953)
- Sarabande and Gigue na wiolonczelę i fortepian (1924)
- Sonata da camera na skrzypce i wiolonczelę (1925)
- Serenade na 2 klarnety, 2 fagoty i 2 rogi (1925)
- Divertimento na klarnet i kwartet smyczkowy (1928)
- 2 Jazzolettes na 2 saksofony, trąbkę, puzon, fortepian i perkusję (1929, 1933)
- 4 Hungarian Folksongs na 2 skrzypiec (1931)
- Fantasy na wiolonczelę i fortepian (1940)
- Fantasia na flet, róg i kwartet smyczkowy (1945)
- Andantino and Pastorale na klarnet i fortepian (1949)
- Concert Piece na skrzypce i fortepian (1953–1954)
- Improvisation na obój i fortepian (1957)
- Permutazioni a cinque na kwintet dęty (1958)
- Sonata skrzypcowa (1960)

### Utwory wokalno-instrumentalne
- kantata Ulysses na tenora, chór i orkiestrę według Jamesa Joyce’a (1946–1947)
- 4 French Folksongs na sopran i smyczki (1948)
- Faust na sopran, tenora, chór i orkiestrę (1949)
- Cantata secularis na chór i orkiestrę (1949–1951)
- kantata kameralna 3 Fragments from „A Portrait of the Artist as a Young Man” na narratora, chór bez słów i zespół instrumentalny według Jamesa Joyce’a (1957)
- More Nonsense na baryton, skrzypce, gitarę, klarnet i kwintet basowy według Edwarda Leara (1957)

### Utwory sceniczne
- opera Eva spielt mit Puppen (1934)
- balet The Invitation (1960)

### Muzyka filmowa
- Folwark zwierzęcy (1954)